# Августов (гмина)
Авгу́стов (пол. Augustów) — сельская гмина (волость) в Польше, входит как административная единица в Августовский повет, Подляское воеводство. Население — 6576 человек (на 2008 год). 0,66 % населения состоит из этнических русских, что самый высокий показатель во всей Польше.

## Демография
| Перепись                       | Всего   | Всего | Женщины | Женщины | Мужчины | Мужчины |
| ------------------------------ | ------- | ----- | ------- | ------- | ------- | ------- |
| Единицы                        | человек | %     | человек | %       | человек | %       |
| Население                      | 6697    | 100   | 3250    | 48,5    | 3447    | 51,5    |
| Плотность населения (чел./км²) | 25,1    | 25,1  | 12,2    | 12,2    | 12,9    | 12,9    |

## Поселения
1. Бялобжеги
2. Бернатки
3. Бур
4. Хомонтово
5. Чарнуха
6. Черкесы
7. Габове-Гронды
8. Глиниски
9. Гуры
10. Грабово
11. Грабово-Колёнье
12. Яблоньске
13. Янувка
14. Езёрки
15. Кольница
16. Комашувка
17. Мазурки
18. Миколаювек
19. Наддавки
20. Нетта-Друга
21. Нетта-Фольварк
22. Нетта-Первша
23. Рутки-Нове
24. Обуховизна
25. Осовы-Гронд
26. Понизе
27. Поселяне
28. Промиски
29. Пруска-Мала
30. Пруска-Велька
31. Жеписки
32. Старе-Рудки
33. Стучанка
34. Свидерек
35. Топилувка
36. Турувка
37. Тварды-Руг
38. Усьцянки
39. Зелёне
40. Жарново-Друге
41. Жарново-Первше
42. Жарново-Тшеце

## Соседние гмины
1. Гмина Барглув-Косьцельны
2. Гмина Калиново
3. Гмина Новинка
4. Гмина Пласка
5. Гмина Рачки
6. Гмина Штабин